# Täler und Rodungsinseln im Frankenwald mit Geroldsgrüner Forst
Täler und Rodungsinseln im Frankenwald mit Geroldsgrüner Forst este o arie protejată (arie specială de conservare — SAC, sit de importanță comunitară — SCI) din Germania întinsă pe o suprafață de 1.857,17 ha, integral pe uscat.

## Localizare
Centrul sitului Täler und Rodungsinseln im Frankenwald mit Geroldsgrüner Forst este situat la coordonatele 50°20′26″N 11°31′40″E / 50.3406°N 11.5278°E.

## Înființare
Situl Täler und Rodungsinseln im Frankenwald mit Geroldsgrüner Forst a fost declarat sit de importanță comunitară în noiembrie 2004 pentru a proteja 5 specii de animale. Situl a fost protejat și ca arie specială de conservare în aprilie 2016.

## Biodiversitate
Situată în ecoregiunea continentală, aria protejată conține 11 habitate naturale: Cursuri de apă de la nivel de câmpie la nivel montan, cu vegetație Ranunculion fluitantis și Callitricho-Batrachion, Pajiști uscate europene, Formațiuni ierboase bogate în specii de Nardus, dezvoltate pe substraturi silicioase în zone montane (și în zone submontane, în Europa continentală), Liziere de ierburi înalte hidrofile de câmpie și de nivel montan până la alpin, Fânețe de joasă altitudine (Alopecurus pratensis, Sanguisorba officinalis), Fânețe montane, Mlaștini turboase de tranziție și turbării mișcătoare, Păduri de fag Luzulo-Fagetum, Păduri de fag Asperulo-Fagetum, Păduri pe pante, grohotișuri și ravene de Tilio-Acerion, Păduri aluvionare cu Alnus glutinosa și Fraxinus excelsior (Alno-Padion, Alnion incanae, Salicion albae).
La baza desemnării sitului se află mai multe specii protejate:
- mamifere (4): liliac cârn (Barbastella barbastellus), vidră de râu (Lutra lutra), liliac cu urechi mari (Myotis bechsteinii), liliac comun (Myotis myotis)
- pești (1): cicar (Lampetra planeri)